# 虔州
虔州（けんしゅう）は、中国にかつて存在した州。隋代から南宋にかけて、現在の江西省贛州市一帯に設置された。

## 概要
589年（開皇9年）、隋が南朝陳を滅ぼすと、南康郡が廃止されて、虔州が置かれた。607年（大業3年）に州が廃止されて郡が置かれると、虔州は南康郡と改称された。
622年（武徳5年）、唐が江南を平定すると、南康郡は虔州と改められた。742年（天宝元年）、虔州は南康郡と改称された。758年（乾元元年）、南康郡は虔州の称にもどされた。虔州は江南西道に属し、贛・虔化・南康・雩都・信豊・大庾・安遠の7県を管轄した。
宋のとき、虔州は江南西路に属し、贛・虔化・興国・信豊・雩都・会昌・瑞金・石城・安遠・竜南の10県を管轄した。1153年（紹興23年）、虔州は贛州と改められた。